# دوري برمودا لكرة القدم
دوري برمودا لكرة القدم هو الدوري الوطني لكرة القدم في برمودا، .البطل الحالي هو نادي دوفونشير.